# 8e régiment de voltigeurs de la Garde impériale

Le 8° Voltigeurs de la garde est un régiment français des guerres napoléoniennes. Il fait partie de la Jeune Garde

## Historique du régiment
- 1813 - Créé et nommé 8e régiment de Voltigeurs de la garde impériale
- 1814 - Dissout.
- 1815 - Reformé 8e Régiment de Voltigeurs de la Garde Impériale

## Chef de corps
- 1811 : Antoine Joseph Secrétan
- 1813 : Jean-Marie Varlet
- 1815 : Henry Puis

## Batailles
Ce sont les batailles principales où fut engagé très activement le régiment. Il participa évidemment à plusieurs autres batailles, surtout en 1814.
- 1813 : Campagne d'Allemagne (1813)
  - Dresde
  - 16-19 octobre : Bataille de Leipzig
- 1814 : Campagne de France (1814)
  - 14 février 1814 : Bataille de Vauchamps
  - La Rothière,
  - Meaux,
  - Laon,
  - Arcis-sur-Aube
  - Paris
- 1815 : 
  - Waterloo